# Abram Chasins
Abram Chasins (* 17. August 1903 in New York City; † 21. Juni 1987 ebenda) war ein US-amerikanischer Pianist, Komponist, Musikschriftsteller und -pädagoge.

## Leben
Nach dem Besuch der Ethical Culture School studierte er an der Columbia University. Er war am Juilliard School of Music Schüler von Ernest Hutcheson (Klavier) und Rubin Goldmark (Komposition) und setzte seine Klavierausbildung am Curtis Institute of Music bei Józef Hofmann fort. 1931 studierte er Musikanalyse bei Donald Tovey in London.
Von 1926 bis 1931 unterrichtete Chasins am Curtis Institute, 1940 bis 1941 am Berkshire Music Center, daneben gab er privaten Musikunterricht. Von 1927 bis 1947 war er als Konzertpianist aktiv. Die Uraufführung seines eigenen Piano Concerto No. 1 in F Minor spielte er 1928 mit dem Philadelphia Orchestra unter Ossip Gabrilowitsch in der Academy of Music in Philadelphia und später in der Carnegie Hall. Die Uraufführung seines zweiten Klavierkonzertes spielte er 1931 unter Leopold Stokowski. Seine Kompositionen Parade und Flirtation in a Chinese Garden führte Arturo Toscanini mit dem New York Philharmonic Orchestra auf.
Von 1932 bis 1939 leitete Chasin eine eigene Hörfunkserie. Von 1943 bis 1965 war er musikalischer Leiter des New Yorker Klassiksenders WQXR. 1949 heiratete er seine Schülerin, die Pianistin Constance Keene, mit der er auch Werke für zwei Klaviere aufführte und aufnahm.
Chasin komponierte mehr als einhundert Klavierwerke, deren bekannteste die Three Chinese Pieces (A Shanghai Tragedy, Flirtation in a Chinese Garden und Rush Hour in Hong Kong) aus dem Jahr 1926 sind.
Außerdem veröffentlichte er ab 1957 mehrere Porträts von Musikern und Bücher über Musik.

## Werke
- Three Chinese Pieces (1926)
- Piano Concerto No. 1 in F Minor (1928)
- Piano Concerto in F Sharp Minor (1931)
- Artists’ Life (nach Richard Strauss) für Klavier zu vier Händen

## Schriften
- Speaking of Pianists (Alfred Knopf, 1957)
- The Van Cliburn Legend (Doubleday, 1959)
- The Appreciation of Music (Crown, 1966)
- Music at the Crossroads (MacMillan, 1972)
- Leopold Stokowski, A Profile (Hawthorne, 1979)